# Wahlkreis Erfurt II
Der Wahlkreis Erfurt II (Wahlkreis 25) ist ein Landtagswahlkreis in Thüringen. 
Er umfasst die Erfurter Stadtteile Andreasvorstadt, Berliner Platz, Bindersleben, Brühlervorstadt, Ermstedt, Gottstedt, Ilversgehofen, Johannesplatz, Marbach und Salomonsborn.

## Landtagswahl 2024
Zur Landtagswahl in Thüringen am 1. September 2024 traten folgende Direktkandidaten an:
| Gegenstand der Nachweisung    | Gegenstand der Nachweisung | Erst- stimmen | Erst- stimmen | Zweit- stimmen | Zweit- stimmen |
| Bewerber                      | Partei                     | Anzahl        | %             | Anzahl         | %              |
| ----------------------------- | -------------------------- | ------------- | ------------- | -------------- | -------------- |
| Wahlberechtigte               | Wahlberechtigte            | 45.890        | 45.890        | 45.890         | 45.890         |
| Wähler                        | Wähler                     | 34.670        | 34.670        | 34.670         | 75,6           |
| Ungültige Stimmen             | Ungültige Stimmen          | 638           | 1,8           | 250            | 0,7            |
| Gültige Stimmen               | Gültige Stimmen            | 34.032        | 98,2          | 34.420         | 99,3           |
| davon                         |                            |               |               |                |                |
| Katja Kathrin Maurer          | DIE LINKE                  | 7.917         | 23,3          | 6.852          | 19,9           |
| Corinna Herold                | AfD                        | 8.064         | 23,7          | 7.120          | 20,7           |
| Niklas Waßmann                | CDU                        | 11.478        | 33,7          | 7.576          | 22,0           |
| Frank Warnecke                | SPD                        | 3,545         | 10,4          | 3.469          | 10,1           |
| David Maicher                 | GRÜNE                      | 1.604         | 4,7           | 2.930          | 8,5            |
| Thomas Karl Leonard Kemmerich | FDP                        | 1.066         | 3,1           | 448            | 1,3            |
|                               | TIERSCHUTZ hier!           |               |               | 414            | 1,2            |
|                               | ÖDP / Familie ..           | 88            | 0,3           |                |                |
|                               | PIRATEN                    | 185           | 0,5           |                |                |
| Tassilo Timm                  | MLPD                       | 358           | 1,1           | 76             | 0,2            |
|                               | BÜNDNIS DEUTSCHLAND        |               |               | 144            | 0,4            |
|                               | BSW                        | 4.665         | 13,6          |                |                |
|                               | FAMILIE                    | 121           | 0,4           |                |                |
|                               | FREIE WÄHLER               | 205           | 0,6           |                |                |
|                               | WU                         | 127           | 0,4           |                |                |

## Landtagswahl 2019
Die Landtagswahl fand am 27. Oktober 2019 statt.
| Direktkandidat         | Partei                      | Wahlkreisstimmen in % | Landesstimmen in % |
| ---------------------- | --------------------------- | --------------------- | ------------------ |
| Niklas Waßmann         | CDU                         | 24,7                  | 15,8               |
| Susanne Hennig-Wellsow | DIE LINKE                   | 32,7                  | 36,3               |
| Frank Warnecke         | SPD                         | 12,7                  | 9,1                |
| –                      | AfD                         | –                     | 16,4               |
| Astrid Rothe-Beinlich  | GRÜNE                       | 13,5                  | 10,5               |
| –                      | NPD                         | –                     | 0,2                |
| Jan Siegemund          | FDP                         | 8,3                   | 5,9                |
| –                      | PIRATEN                     | –                     | 0,5                |
| –                      | Die PARTEI                  | –                     | 1,7                |
| –                      | KPD                         | –                     | 0,0                |
| –                      | TIERSCHUTZ hier!            | –                     | 1,0                |
| –                      | BGE                         | –                     | 0,3                |
| –                      | DIE DIREKTE!                | –                     | 0,4                |
| –                      | Blaue #Team Petry Thüringen | –                     | 0,0                |
| –                      | Graue Panther               | –                     | 0,6                |
| Tassilo Timm           | MLPD                        | 1,5                   | 0,3                |
| –                      | ÖDP                         | –                     | 0,6                |
| –                      | Gesundheitsforschung        | –                     | 0,4                |
| Lisa Maria Schmidt     | FREIE WÄHLER                | 6,6                   | –                  |

## Landtagswahl 2014
Die Landtagswahl in Thüringen 2014 erbrachte folgendes Wahlkreisergebnis:
| Name                              | Partei    | Anteil der Erststimmen |
| --------------------------------- | --------- | ---------------------- |
| Susanne Hennig-Wellsow            | Die Linke | 31,0 %                 |
| Michael Panse                     | CDU       | 30,1 %                 |
| Frank Warnecke                    | SPD       | 17,9 %                 |
| Astrid Rothe-Beinlich             | GRÜNE     | 11,8 %                 |
| Iris Thorwirth                    | FDP       | 3,3 %                  |
| Frank Schwerdt                    | NPD       | 3,1 %                  |
| Alexandra Bernhardt               | PIRATEN   | 2,8 %                  |
| Wahlberechtigte: 49.362 Einwohner |           |                        |
| Wahlbeteiligung: 54,8 %           |           |                        |

## Landtagswahl 2009
Bei der Landtagswahl in Thüringen 2009 traten folgende Kandidaten an:
| Name                              | Partei                | Anteil der Erststimmen |
| --------------------------------- | --------------------- | ---------------------- |
| Michael Panse                     | CDU                   | 25,4 %                 |
| Susanne Hennig                    | Die Linke             | 28,8 %                 |
| Frank Warnecke                    | SPD                   | 21,4 %                 |
| Astrid Rothe-Beinlich             | Bündnis 90/Die Grünen | 12,8 %                 |
| Matthias Fertig                   | FDP                   | 8,3 %                  |
| Jens Zschirpe                     | NPD                   | 3,3 %                  |
| Wahlberechtigte: 48.621 Einwohner |                       |                        |
| Wahlbeteiligung: 57,8 %           |                       |                        |

## Landtagswahl 2004
Bei der Landtagswahl in Thüringen 2004 traten folgende Kandidaten an:
| Name                              | Partei                | Anteil der Erststimmen |
| --------------------------------- | --------------------- | ---------------------- |
| Michael Panse                     | CDU                   | 34,2 %                 |
| André Blechschmidt                | PDS                   | 33,9 %                 |
| Andreas Bausewein                 | SPD                   | 16,4 %                 |
| Astrid Rothe                      | Bündnis 90/Die Grünen | 10,9 %                 |
| Andreas Möller                    | FDP                   | 4,7 %                  |
| Wahlberechtigte: 46.122 Einwohner |                       |                        |
| Wahlbeteiligung: 51,8 %           |                       |                        |

## Landtagswahl 1999
Bei der Landtagswahl in Thüringen 1999 traten folgende Kandidaten an:
| Name                              | Partei | Anteil der Erststimmen |
| --------------------------------- | ------ | ---------------------- |
| Bernhard Vogel                    | CDU    | 52,1 %                 |
| Rosemarie Bechthum                | SPD    | 18,8 %                 |
| Cornelia Nitzpon                  | PDS    | 23,0 %                 |
| Annemarie Voss                    | GRÜNE  | 3,8 %                  |
| Torsten Krummrich                 | REP    | 1,5 %                  |
| Andreas Möller                    | FDP    | 0,9 %                  |
| Wahlberechtigte: 43.055 Einwohner |        |                        |
| Wahlbeteiligung: 62,4 %           |        |                        |

## Bisherige Abgeordnete
Direkt gewählte Abgeordnete des Wahlkreises Erfurt II waren:
| Jahr | Name                   | Partei    | Anteil der Erststimmen |
| ---- | ---------------------- | --------- | ---------------------- |
| 2019 | Susanne Hennig-Wellsow | Die Linke | 32,7 %                 |
| 2014 | Susanne Hennig-Wellsow | Die Linke | 31,0 %                 |
| 2009 | Susanne Hennig         | Die Linke | 28,8 %                 |
| 2004 | Michael Panse          | CDU       | 34,2 %                 |
| 1999 | Bernhard Vogel         | CDU       | 52,1 %                 |
| 1994 | Bernhard Vogel         | CDU       | 40,5 %                 |